# Solide Multiculturele Partij
De Solide Multiculturele Partij (SMP) was een Nederlandse politieke partij. De SMP werd in 2006 opgericht door een aantal personen van Surinaamse afkomst en stelde zich tot doel 'het ontwikkelen, bevorderen en in stand houden van een multiculturele samenleving in Nederland'.
De SMP nam deel aan de Tweede Kamerverkiezingen van 2006 en behaalde 170 stemmen, wat niet voldoende was voor een zetel. Lijsttrekker was Max Sordam, een tachtigjarige voormalige gevangenisbewaarder en vakbondsbestuurder die eerder verbonden was aan de Vooruitstrevende Integratie Partij (VIP).